# Леон Маршан
Леон Маршан (фр. Léon Marchand, нар. 17 травня 2002, м. Тулуза, Франція) — французький плавець, що спеціалізується на плаванні комплексом, брасом та батерфляєм.
З 2022 року йому належать рекорди Франції на 200 метрів комплексом, 200 метрів батерфляєм, 200 метрів брасом, з 2019-го – рекорд Франції на 400 метрів комплексом. Того ж року він став чемпіоном світу та рекордсменом Європи на 400 м комплексом, чемпіоном світу на 200 м комплексом і віце-чемпіоном світу на 200 м батерфляєм. Під час чемпіонату світу з плавання 2023 року, який проходив у Фукуоці (Японія), зберіг свої титули на дистанції 400 метрів комплексом, побивши за 4 хв. рекорд угорця Ласло Чеха 1 хв 54 с 82. Він також переміг на дистанції 200 м батерфляєм. Є першим французьким плавцем, який виграв три особисті титули на одному чемпіонаті світу та виграв загалом п’ять золотих медалей.
Під час літніх Олімпійських ігор 2024 року у Парижі виграв золоту медаль на дистанції 400 метрів комплексом і встановив новий олімпійський рекорд 4:2,95, перевершивши олімпійський рекорд, який раніше належав Майклу Фелпсу. Підтвердив ще два олімпійські титули на дистанціях 200 метрів батерфляєм та 200 метрів брасом, здобуті в той самий день з різницею менше ніж у дві години, що є безпрецедентним досягненням на Олімпійських іграх. Виграв четвертий особистий титул на дистанції 200 метрів комплексом, що раніше вдавалося лише американцям Марку Шпіцу та Майклу Фелпсу. Також виграв бронзову медаль зі збірною Франції у чоловічій комплексній естафеті 4x100 метрів. Був обраним загасити котел та зібрати олімпійський вогонь під час церемонії закриття цих Ігор.